# آنا كيكينا
آنا كيكينا ( مواليد 27 أغسطس 1984) هي مهندسة ورائدة فضاء تحت التدريب روسية في وكالة الفضاء الاتحادية الروسية.